# Furuhjelm 46
Furuhjelm 46, 也稱為HD 155876或Gliese 661, 是位於武仙座附近的雙星系統，由兩顆非常相似的紅矮星組成。

## 外部連結
- Diagram of orbit from U.S.Naval Obs. site 的存檔，存档日期2016-03-03.